# Hemateína

Hemateína (raramente citada como haematina) é um derivado oxidado da hematoxilina, usado em colorações em biologia.
A hemateína é a substância ativa nas soluções de hematoxilina necessitando de um mordente com o qual forma uma laca (sal) para que assim possa corar os tecidos. A hemateína é solúvel no etanol e no glicerol, mas pouco solúvel em água ao contrário da hematoxilina.
A oxidação de hematoxilina a hemateína sob diversas condições tem sido estudada, assim como a formação e espectro de absorção de seus complexos metálicos. São estudados suas estruturas moleculares, estruturas tridimensionais e isômeros.